# Pałac Benrath

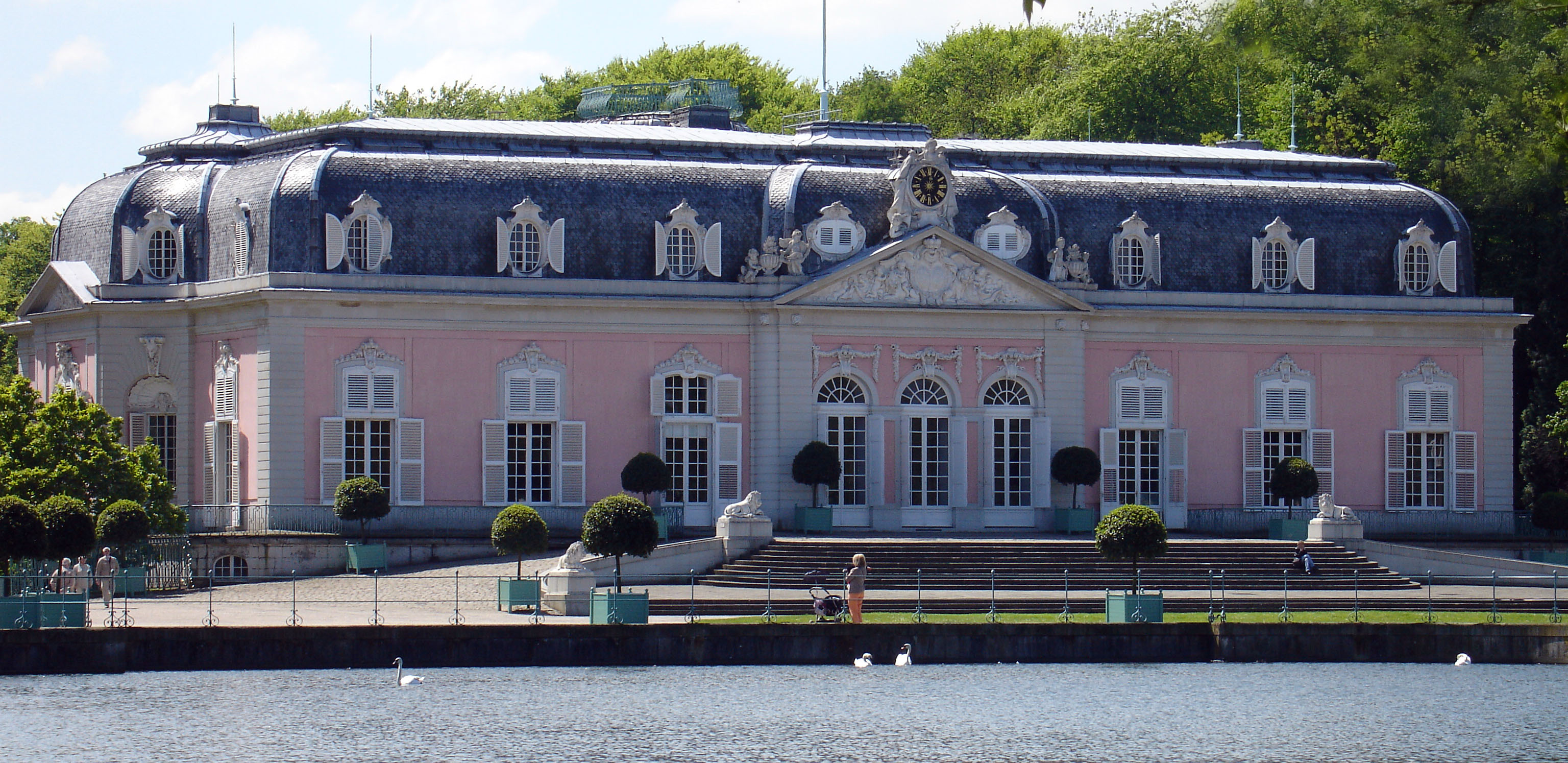
Pałac Benrath, widok fasady

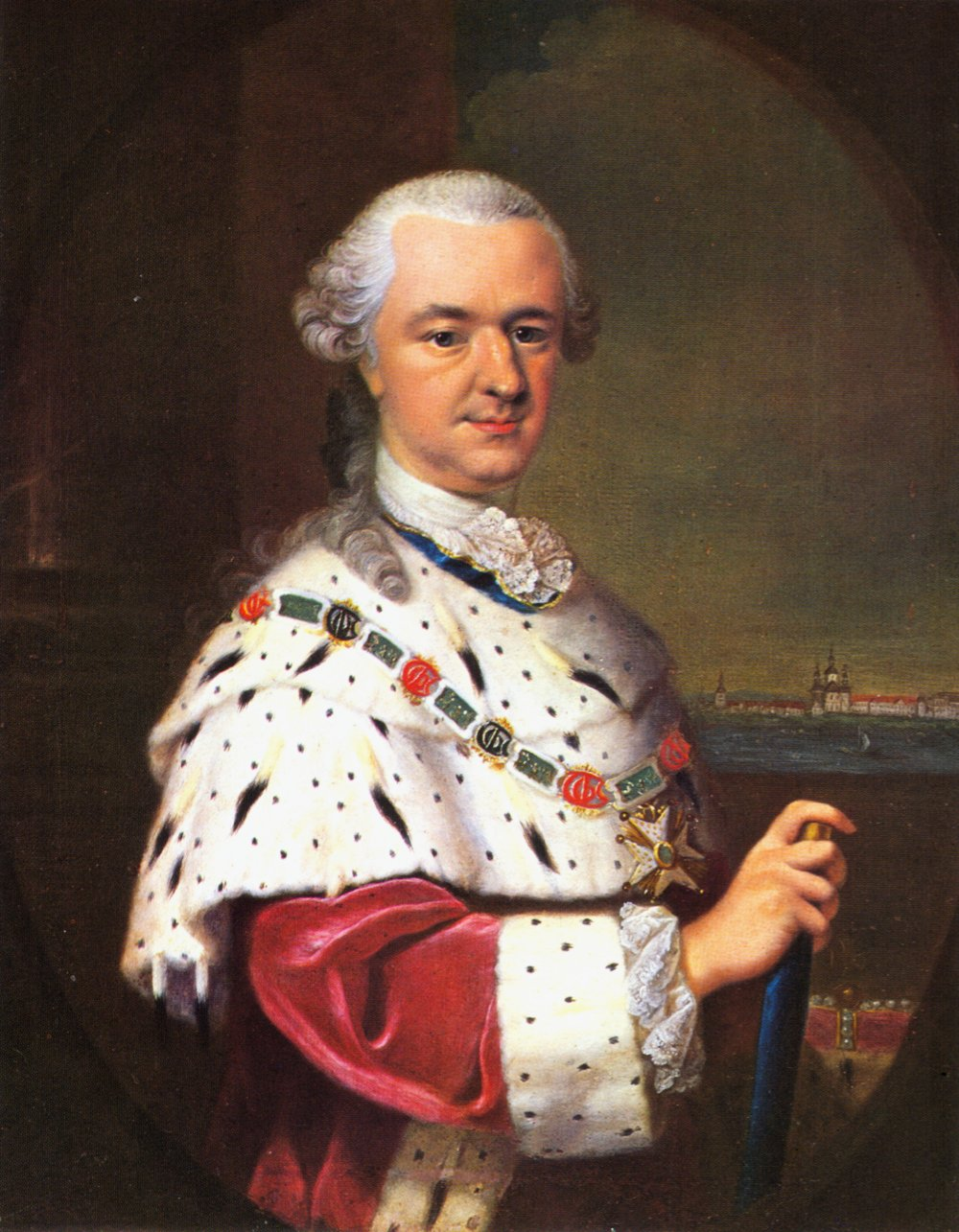
Karola IV Teodora Wittelsbacha, portret pędzla Johanna Georga Ziesenisa

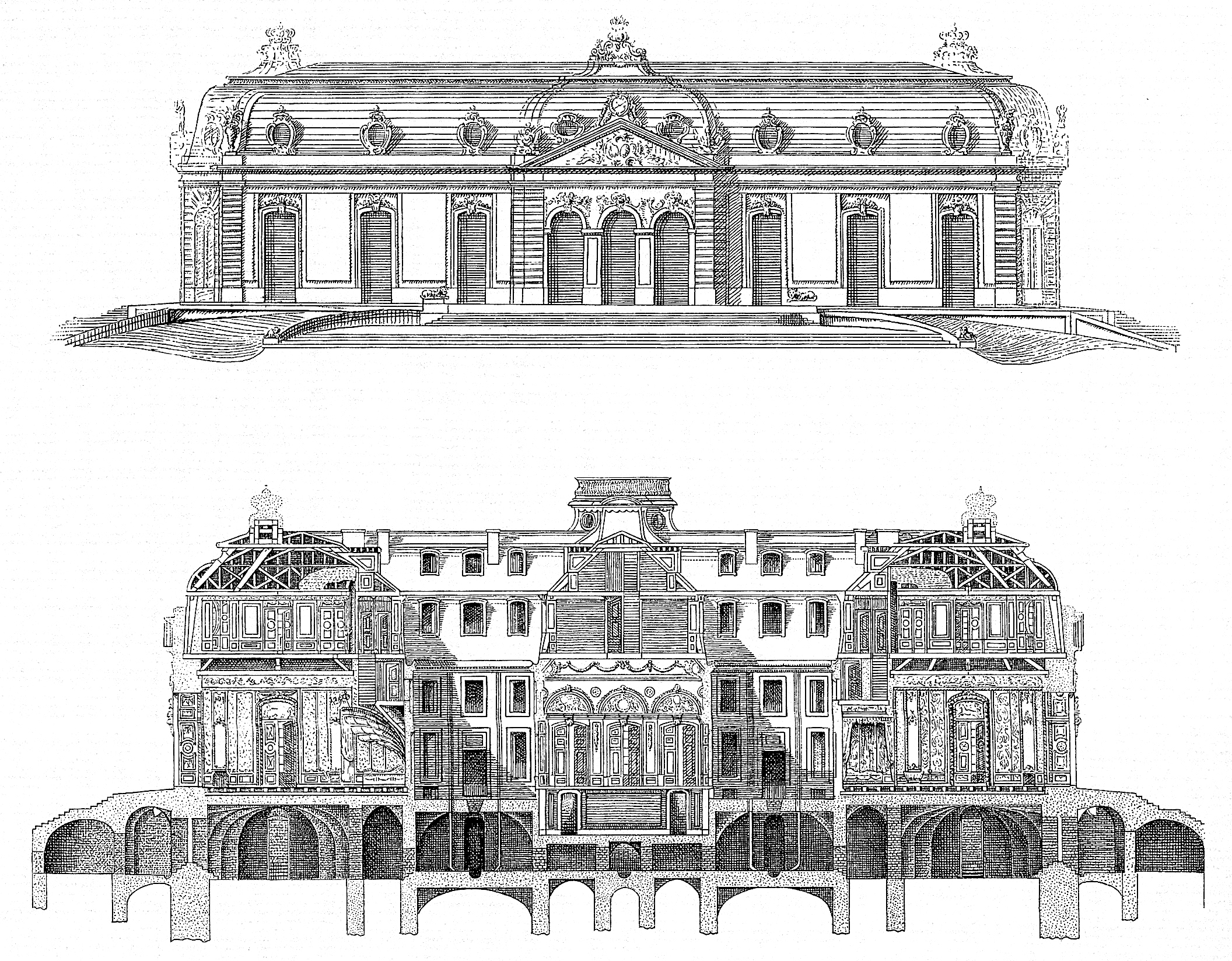
Pałac Benrath, szkic Nicolasa de Pigage, ok. 1750

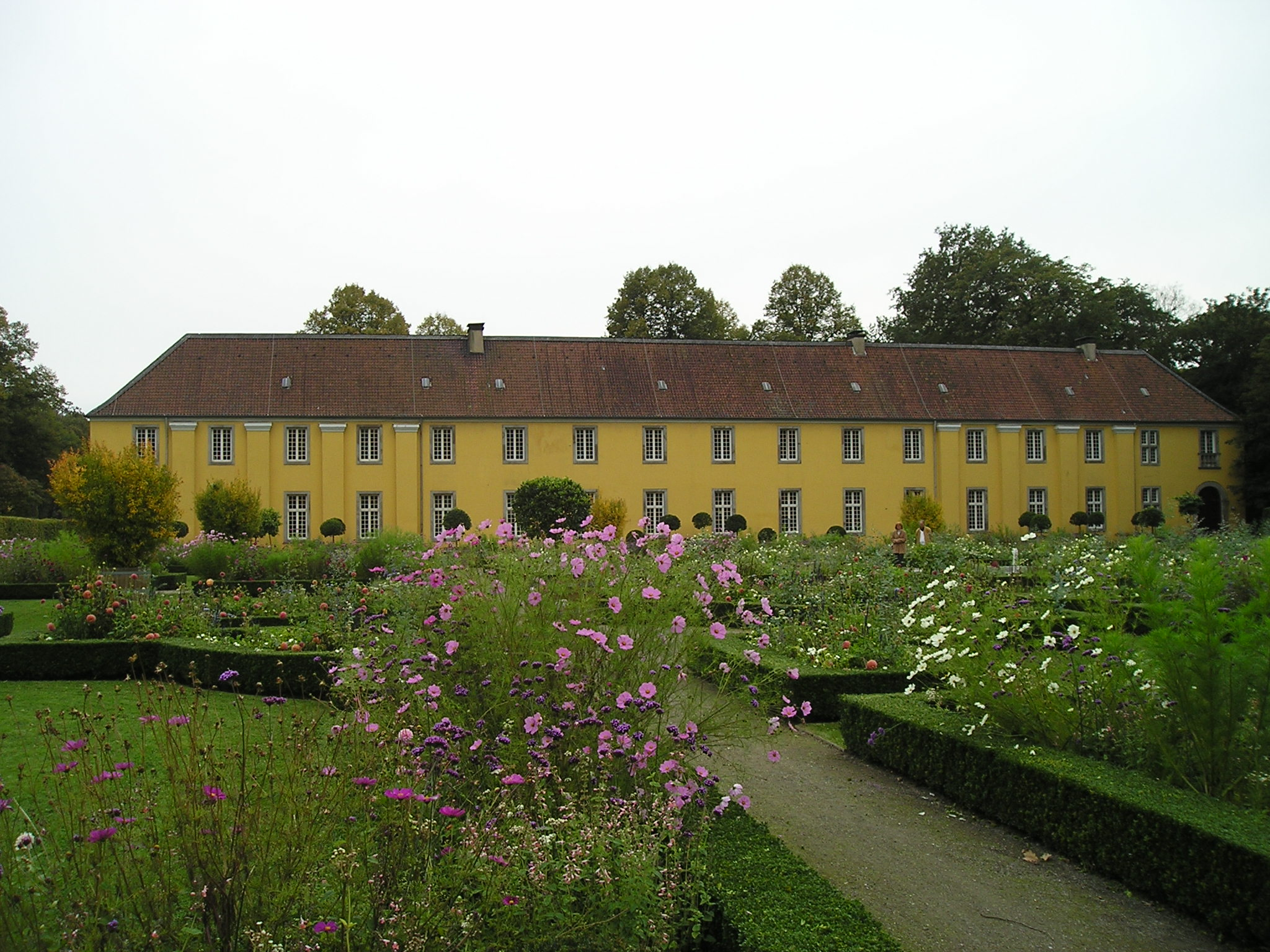
Oranżeria

Pałac Benrath (niem. Schloss Benrath) – pałac w Düsseldorfie (dzielnica Benrath) w kraju związkowym Nadrenia Północna-Westfalia (Niemcy).
Zbudowany w latach 1755-73 przez Nicolasa de Pigage na zlecenie palatyna Karola IV Teodora Wittelsbacha. Architektura pałacu jest przykładem stylu przejściowego pomiędzy rokoko a klasycyzmem. W 1966 obiekt wpisano w rejestr ochrony zabytków.
Obecnie (2008) w pałacu mieszczą się dwa muzea: Muzeum Europejskiej Sztuki Ogrodowej (niem. Museum für Europäische Gartenkunst ) i Muzeum Historii Naturalnej (niem. Museum für Naturkunde).

## Historia
Zamek na wodzie
W XVI w. w miejscu obecnego pałacu stał zamek na wodzie. W latach 1660–66 wzniesiono tu z polecenia Elżbiety Amalii, drugiej żony palatyna Filipa Wilhelma, reprezentacyjny nowy zamek na wodzie. Prace budowlane powierzono głównemu inżynierowi Johannesowi Lollio (zwanemu Sadeler). Rodzina palatyna mieszkała tu latem i często przyjeżdżała na polowania.
Najstarszy syn Filipa, elektor Jan Wilhelm, często przebywał tu latem ze swoją żoną Anną Marią.
Pałac Benrath
Sto lat później zburzono zamek na wodzie, by zbudować pałac myśliwski na zlecenie elektora palatyna Karola IV Teodora Wittelsbacha. Projekt rezydencji powierzono francuskiemu architektowi Nicolasowi de Pigage, piastującemu wówczas funkcję głównego architekta na dworze elektora w Mannheim. Nowy trójskrzydłowy pałac wzorowany na francuskim maison de plaisance wzniesiono w latach 1755-70 - jego budowa została przerwana przez wojnę siedmioletnią. Budowla powstała ok. 300 na północ od dawnego zamku, po którym ostał się jedynie budynek oranżerii.
Palatyn Karol Teodor nigdy nie mieszkał w pałacu Benrath. Kiedy w 1777 odziedziczył księstwo Bawarii, musiał przenieść swoją siedzibę do Monachium. Odwiedził jednak Benrath podczas swojej ostatniej wizyty w księstwie Berg (1785). Pałac został złupiony przez wojska francuskie w 1795. Karol Teodor zmarł w Monachium w 1799. Jego następca elektor Maksymilian I Józef Wittelsbach przekazał księstwo Berg swojemu szwagrowi Wilhelmowi, który zamieszkał w pałacu Benrath wraz z rodziną.
W latach 1806–13 pałac pełnił funkcję rezydencji książąt Berg i Kleve: księcia Joachima Murata, Ludwiga von Hollanda oraz cesarza Napoleona I, którzy w pałacu bywali rzadko.
Po kongresie wiedeńskim pałac przeszedł w posiadanie Prus (1815). Fryderyk Wilhelm III Pruski przekazał rezydencję w użytkowanie swojemu bratankowi Wilhelmowi Fryderykowi Ludwigowi, pełniącemu funkcję dowódcy 20 dywizji pruskiej stacjonującej w Düsseldorfie. Wilhelm Fryderyk przebywał tu latem wraz z małżonką Wilhelminą Luizą.
Po 1852 pałac użytkował jako rezydencję letnią książę Karl Anton von Hohenzollern-Sigmaringen. W 1862 książę Leopold von Hohenzollern-Sigmaringen, syn księcia Karla Antona, otrzymał zgodę na zamieszkanie w pałacu od króla Wilhelma I. Jednak budowla musiała wpierw przejść gruntowny remont. Raport odnośnie do stanu rezydencji oraz propozycję jej restauracji sporządził dyrektor Komisji Budowy Pałaców Ludwig Ferdinand Hesse. 1 czerwca 1868 dokument został przedstawiony królowi Wilhelmowi I, który zatwierdził plany remontowe. Już w 1820 porównywano pałac Benrath z rezydencją Sanssouci w Poczdamie. Podobieństwa dostrzegano w planach obu budowli oraz w dekoracjach wnętrz. Prace restauracyjne prowadzone w pałacu Benrath zakończyły się dopiero w 1870. Rodzina książęca mieszkała w pałacu do 1875.
Od 1919-12 w rezydencji mieściła się szkoła, przekształcona następnie w gimnazjum. Główna część gimnazjum znajdowała się w lewym skrzydle pałacowym. Później szkoła otrzymała dodatkowe pomieszczenia oraz kolejne sale w prawym skrzydle kompleksu.
W 1928 pałac przeszedł na własność miasta Düsseldorf. W czasie II wojny światowej obiekt został nieznacznie zniszczony (głównie gabinet księżnej). Po wojnie został wiernie odbudowany.
Obecnie (2008) w pałacu mieszczą się dwa muzea: powstałe w 1929 Muzeum Europejskiej Sztuki Ogrodowej (niem. Museum für Europäische Gartenkunst) w skrzydle wschodnim oraz założone w 2002 Muzeum Historii Naturalnej (niem. Museum für Naturkunde) w skrzydle zachodnim.

## Architektura zewnętrzna
Założenie architektoniczne maison de plaisance obejmuje trzy skrzydła pałacowe: corps de logis – główną część kompleksu oraz dwa osobne skrzydła po stronie wschodniej i zachodniej (tzw. Kavalierhäuser).
Na podwyższonym parterze corps de logis mieściły się apartamenty książęce, zaprojektowane na wzór francuskich appartement double, tak by pokoje prywatne były oddzielone od salonów. Westybul (spełniający również funkcję jadalni) i sala balowa z kopułą (niem. Kuppelsaal) tworzą środkową oś pałacu, dzieląc budowlę na dwie symetryczne części: skrzydło zachodnie, mieszczące apartamenty palatyna Karola IV Teodora i skrzydło wschodnie, w którym znajdowały się pokoje jego żony Elżbiety Augusty.
Po lewej i prawie stronie centralnej osi budowli rozmieszczono symetrycznie sypialnie, gabinety, garderoby, pokoje dla służby, łazienki i toalety. Mniejsze sale były usytuowane wokół dwóch dziedzińców wewnętrznych, skąd widać doskonale piętrową strukturę budowli. Z zewnątrz corps de logis wydaje się mieć jedynie dwa piętra, podczas gdy w rzeczywistości budowla jest czterokondygnacyjna (pięciokondygnacyjna, jeśli wliczyć piwnice). Złudzenie dwupiętrowości pojawia się wskutek zabiegu architektonicznego polegającego na redukcji wysokości pomieszczeń nie pełniących funkcji reprezentacyjnych (łazienek, garderób, pokoi dla służby) o połowę w stosunku do wymiarów sal reprezentacyjnych. Podczas gdy apartamenty książęce urządzono na parterze, na pierwszym piętrze umieszczono pokoje dla służby, na drugim cztery apartamenty gościnne, a na poddaszu pokoje dla służby towarzyszącej gościom.
W Kavalierhäuser znajdowały się mieszkania dla służby oraz kwatery dla gości. W zachodnim skrzydle mieściła się kuchnia, połączona z corps de logis podziemnym tunelem.

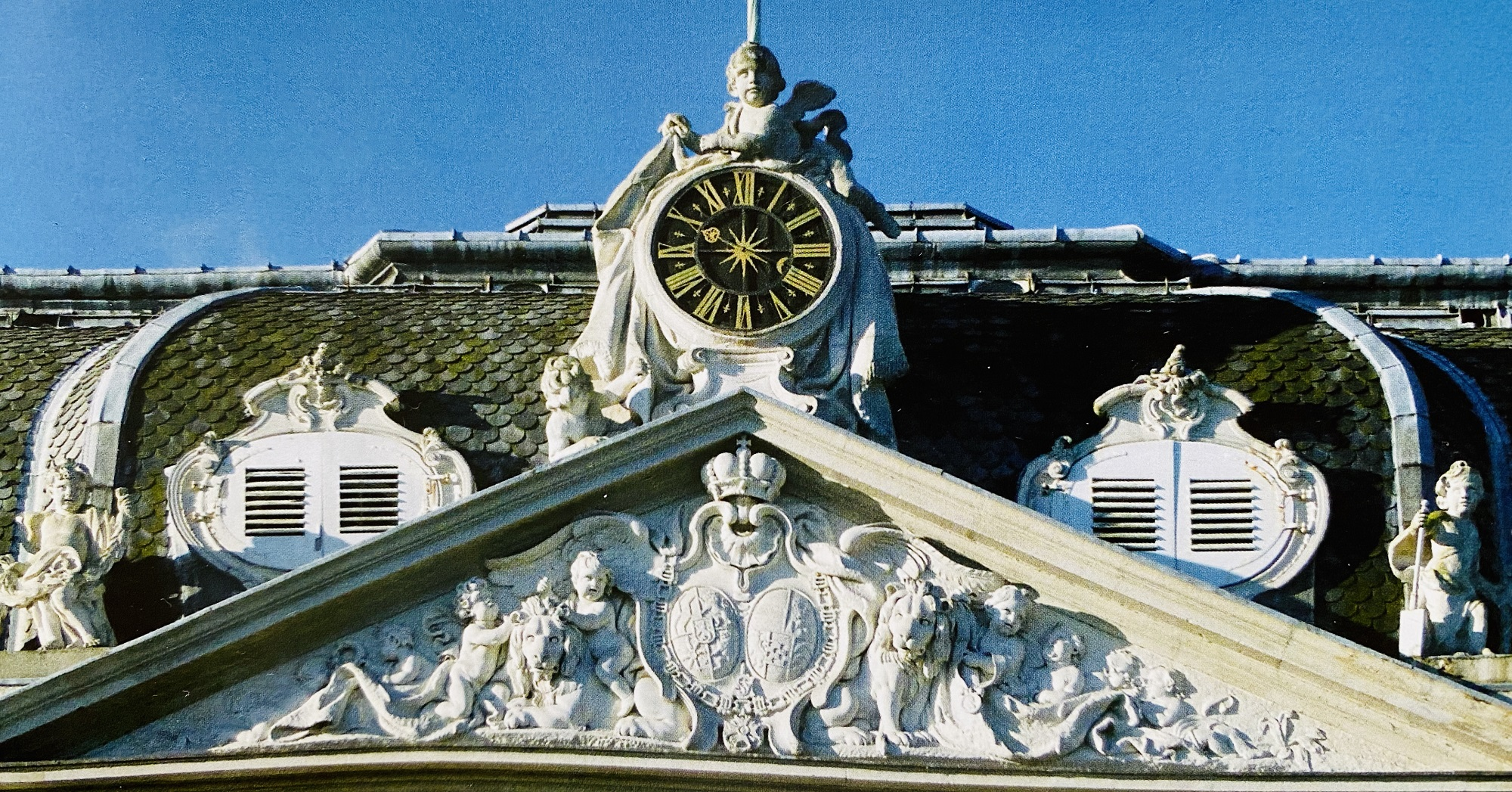
Fronton z herbami Karola (Zweibrücken)
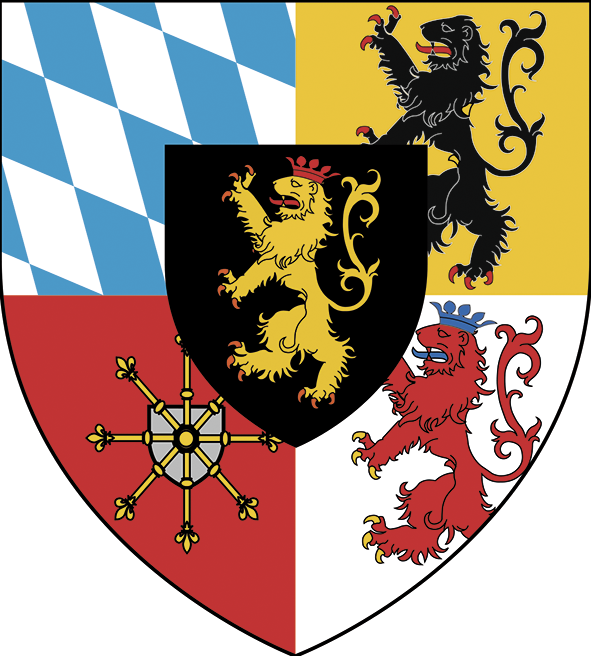
Herb Karola (Palatynat Zweibrücken)
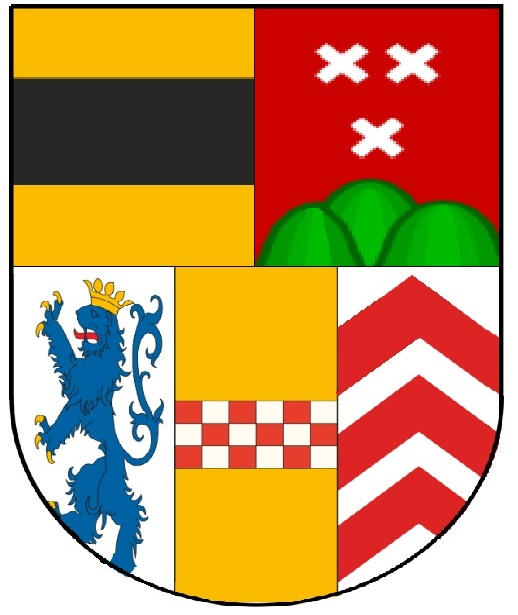
Herb Karola
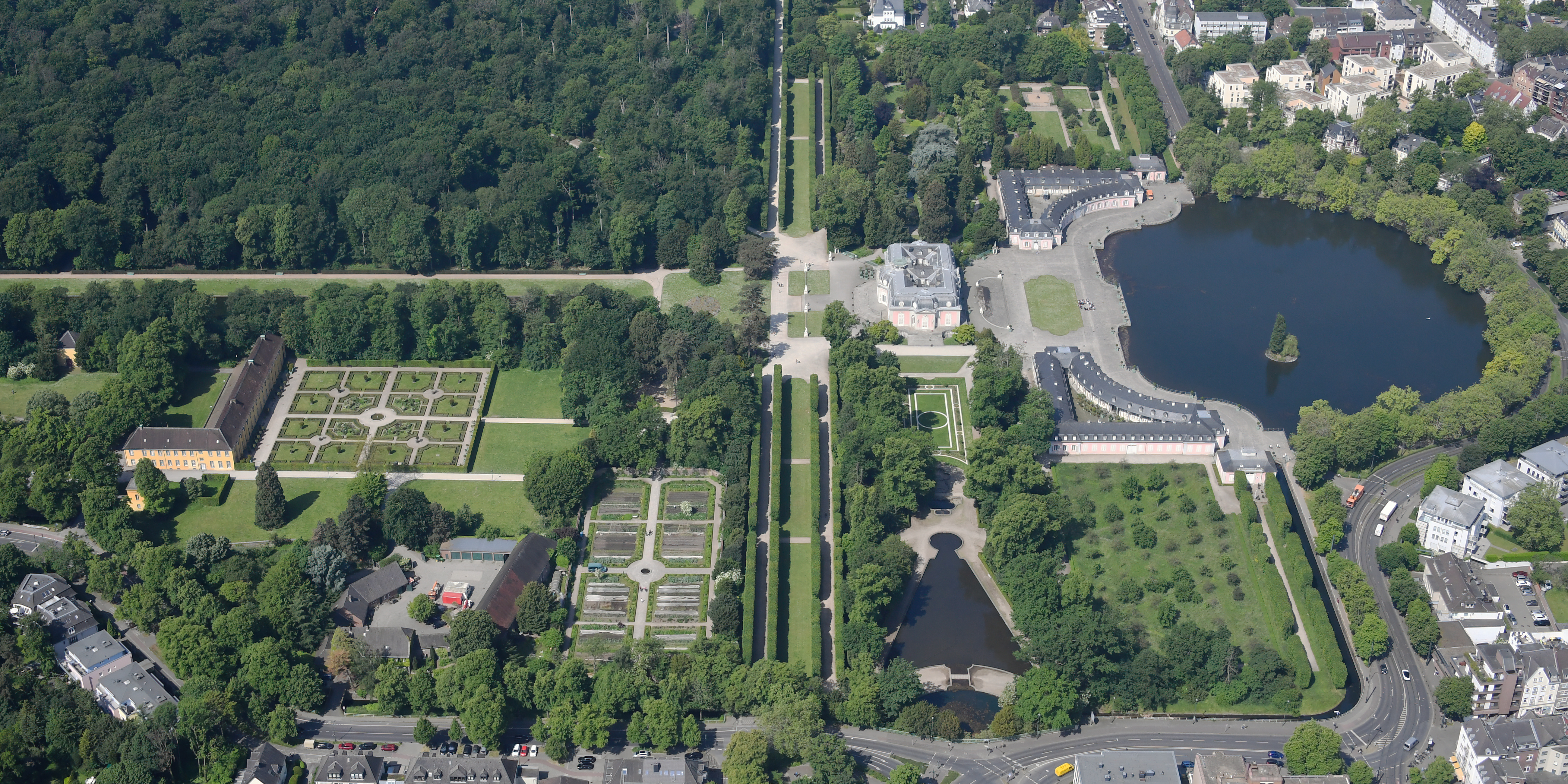
Widok na północną i wsch. część parku

## Architektura wnętrz i wyposażenie
Dekoracje pałacowych wnętrz wykorzystują motywy naturalne. W westybulu znajdują się wyobrażenia czterech elementów (ziemi, ognia, wody i powietrza), czterech pór roku oraz słońca i księżyca. Kolejne pomieszczenia zdobią kwiaty, latorośle, girlandy z owoców oraz alegoryczne przedstawienia polowania, pasterstwa, rolnictwa i ogrodnictwa.
Oryginalne wnętrza zachowały się w doskonałym stanie – wielobarwne drewniane parkiety (wielokolorowy parkiet okrągłej sali z kopułą układa się pośrodku we wzór gwiazdy, malowidła ścienne i sztukaterie.
Restauracji wymagały natomiast obicia mebli oraz jedwabie na ścianach, odtworzone na podstawie dokumentacji pałacowej. Wiele mebli z XVII w. zostało usuniętych z pałacu jeszcze na początku XIX w., pozostałe obiekty zostały sprzedane na aukcji na początku XX w., kiedy to zarząd pruski zdecydował się na przekazanie pałacu szkole. Obecne meble, głównie produkcji francuskiej, zostały zakupione na aukcjach antyków po II wojnie światowej. Jedną z atrakcji, jest pianino, które niesłusznie uważano za instrument, na którym grał Mozart.
Kolekcja porcelany
Fundacja Pałac i Park Benrath (niem. Stiftung Schloss und Park Benrath) posiada zasobną kolekcję porcelany z Frankenthal (Pfalz). Niewielki wybór eksponatów można podziwiać w salach pierwszego piętra.

## Park Benrath
Na południowej stronie pałacu rozciąga się park (ponad 6 ha). Cały jego obszar poprzecinany jest kanałami, zaopatrywanymi w wodę z pobliskiej rzeki Itter.  Jego najstarsza część pochodzi z XVII w.
Park powiela symetryczną strukturę rezydencji: oś środkowa utworzona przez westybul i salę z kopułą znajduje przedłużenie na zewnątrz budowli w postaci 470-metrowego Stawu Lustrzanego (niem. Spiegelweiher) w formie kanału. Na końcu stawu powstał punkt widokowy tzw. Ulmenkopf obsadzony wiązami (drzewa wycięto w 1796). Po wschodniej stronie stawu znajduje się oranżeria, która wraz z bramą są jedynymi zachowanymi budynkami z XVII w. Po stronie zachodniej rozciąga się XVII w. park leśny (niem. Jagdpark), w którym urządzano polowania. Park oplata gwiaździsta sieć ścieżek, w której geometrycznym środku znajduje się trawiaste rondo.
Po obydwu stronach pałacu znajdują się ogrody prywatne: po stronie wschodniej asymetryczny barokowy ogród francuski księżnej, a po stronie zachodniej angielski ogród księcia - założony na początku XIX w. w miejsce dawnego ogrodu francuskiego. Po stronie wschodniej urządzono ponadto sady, ogrody warzywne i herbaria.
Oryginalne założenie ogrodowe umożliwiało widok z sypialni księcia na statki płynące po Renie, oddalonym o ok. 600 m. Z apartamentów księżnej w pogodne dni widoczna była wyżyna Bergisches Land. Obecnie oryginalne osie widokowe są zasłonięte bujną roślinnością, która chroni pałac przed hałasem ulicznym i przesłania widok na okoliczne zabudowania.
W 2002 park Benrath stał się częścią europejskiej wystawy ogrodowej EUROGA 2002plus. Z tej okazji został poddany gruntownej restauracji. W 2004 park został wciągnięty na listę obiektów tworzących Szlak Sztuki Ogrodowej nad Renem i Mozą (niem. Straße der Gartenkunst zwischen Rhein und Maas).

## Ogród francuski i  angielski
Położony po wschodniej stronie pałacu ogród francuski należał do księżnej Elżbiety Augusty. Barokowy projekt ogrodu opiera się na surowych założeniach geometrycznych. Po jego wschodniej stronie znajduje się owalna fontanna z kaskadą, a po stronie zachodniej rabaty kwiatowe. Ogród został odrestaurowany w latach 1989-93.
Prywatny ogród elektora Karola IV Teodora, zaprojektowany przez Pigage’a położony jest po zachodniej stronie pałacu. Jego zachodnia część została przebudowana przez Maximiliana Friedricha Weyhego w 1807. W 1840 Peter Joseph Lenné przebudował jego wschodnią część w stylu angielskim – m.in. zbiornik wodny Pigage’a otrzymał formę nieregularnego stawu obsadzonego naturalną roślinnością wodną. Na południowym brzegu stawu znajdowała się pustelnia, pełniąca funkcję herbaciarni. Po pożarze w 1970, budynek został odbudowany.
Pod koniec XIX w. na terenie parku angielskiego posadzono wiele egzotycznych drzew i bylin, m.in. rododendrony.

## Muzeum Europejskiej Sztuki Ogrodowej
Przy okazji wystawy EUROGA 2002plus otwarto w pałacu Muzeum Europejskiej Sztuki Ogrodowej (niem. Museum für Europäische Gartenkunst). Na powierzchni 2000 m² zgromadzono rzeźby, figury, obrazy, porcelanę, książki traktujące o sztuce ogrodniczej a także modele ogrodów.

## Muzeum Historii Naturalnej
Od 1929 w zachodnim skrzydle pałacu mieści się Muzeum Historii Naturalnej (niem. Museum für Naturkunde). Zbiory muzeum obejmują dioramy dotyczące lokalnej historii naturalnej, m.in. zmian koryta Renu czy jego stopnia zasolenia, różnorodności ptactwa w parku Bernath. W muzeum znajduje się również planetarium.

## Pałac Benrath w literaturze
W opowiadaniu Tomasza Manna z 1953 pt. "Oszukana" (niem. Die Betrogene) pałac Benrath pojawia się jako Holterhof.

## Literatura
- Joachim de Bürger, Michaela Kalusok: Schloss Benrath und sein Baumeister Nicolas de Pigage 1723–1796. Kolonia: Wienand Verlag, 1996. ISBN 3-87909-502-7. (niem.). Brak numerów stron w książce
- Inge Zacher, Rheinischer Verein für Denkmalpflege und Landschaftsschutz: Schloss und Park Benrath in Düsseldorf. Neuss: Neusser Dr. und Verlag, 1998. ISBN 3-88094-823-2. (niem.).Sprawdź autora:2. Brak numerów stron w książce
- Gabriele Uerscheln, Stiftung Schloss und Park Benrath: Museum für Europäische Gartenkunst. Ostfildern-Ruit: Hatje Cantz, 2005. ISBN 3-7757-1610-6. (niem.).Sprawdź autora:2. Brak numerów stron w książce
- Gabriele Uerscheln, Stiftung Schloss und Park Benrath: Schloß Benrath. Eine Vision wird Wirklichkeit. Wormacja: Wernersche Verlag, 2006. ISBN 3-88462-237-4. (niem.).Sprawdź autora:2. Brak numerów stron w książce